# Ізотерма Ленгмюра
Ізотерма адсорбції Ленгмюра (рос. изотерма адсорбции Ленгмюра, англ. Langmuir adsorption isotherm) — теоретично отримана 1916 року на основі кінетичної теорії газів залежність кількості адсорбованого на поверхні газу від тиску газу, що знаходиться в рівновазі з поверхнею при сталій температурі. При цьому припускається, що адсорбовані молекули утворюють моношар та між ними відсутні взаємодії. Рівняння описує залежність частки зайнятої адсорбованими молекулами поверхні (θ) від парціального тиску газу(p):
θ = bp / (1 + bp),
де b — емпіричний параметр.